# 祥山寺
祥山寺（しょうざんじ）は、東京都新宿区にある臨済宗系の単立寺院。

## 歴史
1595年（文禄4年）、璧英宗趙によって開山された。元々は現在の千代田区麹町に位置していたが、1634年（寛永11年）に現在地に移転している。
当寺の旧地名は「南伊賀町87番地」である。その地名が示すように幕府が召し抱えた伊賀衆の居住地であり、伊賀衆の菩提寺となっていた。そのことから、当寺は「忍者の寺」の異名を持つ。
かつては、旧所属宗派の臨済宗大徳寺派の総本山大徳寺直属の格式が高い寺であった。
墓地には、伊賀衆関係者の他に、儒学者の高島文鳳、尺八琴古流家元の初代黒沢琴古の墓（多磨霊園4区1-23に改葬）がある。

## 交通アクセス
- 東京メトロ丸ノ内線四谷三丁目駅3番出口より徒歩4分（経路案内）。
- 四ツ谷駅より徒歩11分（経路案内）。